# Hrabstwo Kewaunee
Hrabstwo Kewaunee (ang. Kewaunee County) – hrabstwo w stanie Wisconsin w Stanach Zjednoczonych.
Obszar całkowity hrabstwa obejmuje powierzchnię 1084,52 mil² (2808,89 km²). Według szacunków United States Census Bureau w roku 2009 miało 20 315 mieszkańców. Jego siedzibą administracyjną jest Kewaunee.
Hrabstwo zostało utworzone z Manitowoc w 1852. Nazwa pochodzi albo z języka Indian Potawatomi, albo Odżibwejów.
Na obszarze hrabstwa znajdują się rzeki Ahanapee, East Twin, Kewaunee i Neshota oraz 15 jezior.

## Miasta
- Algoma
- Ahnapee
- Carlton
- Casco
- Franklin
- Kewaunee
- Lincoln
- Luxemburg
- Montpelier
- Pierce
- Red River
- West Kewaunee

## Wioski
- Casco
- Luxemburg